# Blåhale (sommerfugl)
Blåhale (Neozephyrus quercus) er en sommerfugl, der er knyttet til egekronerne. Den er vidt udbredt i Europa, Vestasien og det nordvestlige Afrika. I Danmark findes blåhalen i de områder, hvor dens foretrukne foderplante, egetræet, er udbredt. Det er en af de sommerfugle, som ikke suger nektar, men derimod lever af honningdug i trækronerne. Blåhale er Danmarks almindeligste busksommerfugl.
Arten blev videnskabeligt beskrevet af Carl von Linné i 1758.

## Udseende
Vingefanget er er 29–35 mm, hunnen er mindre end hannen. Blandt de danske sommerfugle er den ikke til at forveksle med andre. Hannen har en stålgrå overside, mens hunnen har et par skinnende blå, sammenflydende pletter ved vingeroden. Oftest ses blåhale med sammenklappede vinger, hvor man ser den sort/hvide linjetegning og den orange øjeplet, lige indenfor halen.

## Livscyklus
Blåhalen ses flyvende fra juli til lidt ind i september. Eg både stilkeg og vintereg er værtsplante for blåhale. Æggene lægges ved foden af egens knopper. Larverne udvikler sig hurtigt, men overvintrer inde i ægget, hvorfra de gnaver sig ud omkring 1. maj. De kravler derefter op og æder af egens blomster. Larven er fuldvoksen i juni (efter 1-2 måneder), hvorefter de forpupper sig i vissent løv.

## Foderplanter
Larven lever på egens unge blade, både af stilkeg og vintereg.

## Billeder
- Undersiden af blåhale
- Neozephyrus quercus  hun - ventralsiden